# O Mundo da Xuxa
O Mundo da Xuxa foi um parque de diversão brasileiro, localizado na cidade de São Paulo. Considerado o maior parques de diversão indoor da América Latina, segundo a Associação de Empresas de Parques de Diversão do Brasil (Adibra), o parque possuía 21 atrações, sendo oito importadas, distribuídas em seus 12 mil m². Tudo era especialmente decorado e desenvolvido para o público em geral, especialmente para as crianças, o parque contava com uma grande infra-estrutura, que transportava seus visitantes para um mundo de sonhos e fantasias, e foi concebido como sendo uma homenagem a carreira da apresentadora e seu programa infantil na época, Xuxa no Mundo da Imaginação. O Parque encerrou suas atividades no dia 28 de fevereiro de 2015, recebendo 5 milhões de visitantes nesse período.

## História
Xuxa inaugurou o parque temático com seu nome em 3 de julho de 2003, pouco mais de 20 anos de ter começado a apresentar programas na TV.
O local, uma área de 12 mil metros quadrados dentro do shopping SP Market, na Zona Sul de São Paulo, já havia sido ocupado pelo Parque do Gugu de 1997 a 2002. O valor gasto com compra de brinquedos e construção inicial foi de 20 milhões de reais em 1997. Quando passou para as mãos de Xuxa, a maior parte dos brinquedos foi reaproveitada com pequenas adaptações e grandes mudanças na cenografia.
A assessoria do Mundo da Xuxa não confirmava o valor do investimento para a abertura, mas as notícias da época falam em 15 milhões de reais. Os gastos ficaram concentrados na reforma da infra-estrutura e na adaptação da identidade visual para a nova marca. O parque foi projetado e construído em seis meses, de julho de 2002 a janeiro de 2003, e as obras começando nesse mês, terminando em julho, mês de inauguração do parque.
Em 2013, quatro comerciais foram lançados mostrando crianças fazendo coisas perigosas parecidas com atrações do parque. O Procon pediu para o parque retirar os comerciais em 24 horas, falando que os comerciais introduziam o público infantil a fazer as mesmas ações dos comerciais.

## Diversão
Por ficar dentro de um shopping, a iluminação era toda artificial. Mesmo assim, o lugar era colorido e enfeitado, deixando o ambiente parecido com um "sonho de criança" gigantesco: soldadinhos de chumbo, princesas, castelos, lápis e livros de grandes proporções são alguns dos itens cenográficos que demonstram fantasia e imaginação. A trilha sonora completa o clima de festa infantil: músicas da Xuxa e outras canções para crianças.
A apresentadora sempre que possível está presente no empreendimento. Quem quiser realizar o sonho de ver de perto um show com paquitas pode vê-las acompanhadas com toda a Turma da Xuxinha em apresentações diárias que divertem crianças e adultos. Além disso, a loirinha é representada na decoração: a letra X, sua marca registrada, estampa tapetes, pisos e paredes. A entrada de um dos brinquedos, o Simulador X, é uma grande esfinge com o rosto da Xuxa. Nem o uniforme dos funcionários escapava: todos usam camisetas com ombreiras vermelhas e cordões pintados, uma referência à roupa de seus assistentes na TV, as paquitas e os paquitos.
Anualmente, 450 mil visitantes passavam pelo parque, onde trabalhavam 160 pessoas, entre funcionários, promotores e terceirizados.

## Atrações
Brinquedos giratórios, carrinhos de bate-bate, splash e montanhas-russas dividiam espaço com piscina de bolinhas, casa da Xuxinha e parede de escalada. Entre as atrações presentes no parque estavam:
- Bosque dos Duendes: Um dos maiores e mais divertidos brinquedos de O Mundo da Xuxa, o Bosque dos Duendes é um Flume Rider e sua queda acaba num lago. São oito barcos, cada um com capacidade para quatro pessoas. Duendes, cogumelos, árvores, flores, fadas brilhantes e borboletas se movimentam animando o bosque. Trazida da Suíça, a atração, localizada à frente do X Burgão, tem 1340 metros quadrados e é destinada às crianças com altura mínima de 1,2 metro.

- Montanha-Russa O Mundo da Xuxa: Essa montanha Russa foi trazida da Suíça e ocupa uma área de 1299 metros quadrados. O brinquedo possui 12 carros, cada um capaz de levar duas pessoas por vez. O percurso, cheio de surpresas e emoções, leva as pessoas para um grande livro, onde podem visualizar um cenário com castelo, navio, casa de doces entre outras animações.

- Simulador X: O misterioso Simulador X fica dentro de uma esfinge com o rosto da Xuxa. As pessoas entram por uma porta em forma de X e se deparam com uma sala de pré-show, com desenhos das atrações do parque e dos personagens da Turma da Xuxa. Dali, os visitantes se dirigem a uma sala de projeção de 347 metros quadrados que comporta 48 pessoas (quatro por base instalada). Nesta sala, o brinquedo movimenta os visitantes em cadeiras altas como as de uma espaçonave, reproduzindo as sensações do filme que está sendo exibido (no momento, Kid Coaster). O tempo de duração total da atração é de 10 minutos e meio e o simulador está localizado ao lado do Camarim da Transformação.

- Roda-roda da Xuxa: Brinquedo brasileiro, o Roda Roda da Xuxa é um bule cor-de-rosa gigante com cinco xícaras coloridas ao seu redor, que rodopiam as crianças para várias direções. As xícaras são personalizadas com desenhos da Xuxinha e têm capacidade para acomodar 20 crianças. Localizado próximo ao Portal do Sol, a atração ocupa 53 metros quadrados de área.

- Portal do Sol/Vale do Sol:  Com 401 metros quadrados de área, o Portal do Sol é um circuito interativo com pontes de madeira, redes, túneis de cordas, plataformas, labirintos, florestas de tubos, pontes, obstáculos e escorregador. A entrada principal tem o formato de um sol gigante, em cores vibrantes como o laranja e o amarelo. O espaço acomoda 30 pessoas e permite que as crianças corram, pulem e brinquem acompanhadas dos pais.

- Carrossel Turma da Xuxa: Com formato de um grande cogumelo vermelho e amarelo, o Carrossel Turma da Xuxa tem capacidade para 38 crianças, que poderão escolher o assento do Coelho Fufu, do Jacaré, do Txutxucão, do Ratinho, do Sapo, do Camelo ou do Pato. Há também uma poltrona em formato de livro. O piso do brinquedo é revestido com grama sintética. Importada da Itália, a atração tem área de 143 metros quadrados e está localizado em frente à loja Xuxa Store, logo na entrada do parque.

- Coelho Fufu: O Coelho Fufu sobe e desce uma corda, atrás dos Ratinhos, e não se cansa de tentar alcançá-los.

- Balanço Teddy: O Balanço Teddy é um polvo gigante com oito sapatos na cor azul. Em seus tentáculos, estão fixadas cadeiras em forma de peixes coloridos que giram e balançam a criançada. Com capacidade para acomodar 16 pessoas (duas em cada cadeira), o brinquedo, de origem italiana, ocupa 110 metros quadrados do parque e está localizado entre a Casa da Xuxinha e Keka Móvel. A atração é destinada às crianças com mais de um metro de altura ou acompanhadas pelos pais.

- Keka Móvel: Brinquedo Italiano, o Keka Móvel simula uma viagem em movimentos circulares horizontais na vassoura da Bruxa Keka – da turma da Xuxa -, que atinge a altura aproximada de quatro metros. São seis vassouras com capacidade para acomodar quatro pessoas cada uma. Podem brincar no Keka Móvel crianças de 0,9 a 1,5 metros de altura. A atração, próxima da Casa da Xuxinha, ocupa uma área de 113 metros quadrados.

- Casa da Xuxinha: A Casa da Xuxinha é toda cor-de-rosa com móveis e objetos personalizados e planejados de acordo com a altura das crianças. A atração, que comporta 180 pessoas por hora, conta com quarto, sala, banheiro e cozinha, como se fosse uma casa comum. No quarto, por exemplo, está uma cama lilás acompanhada de dois criados-mudos em cores rosa e azul, com gavetas e puxadores no formato de X, detalhe este que também compõe a pia, as torneiras, o fogão, geladeira e móveis da cozinha. A Casa da Xuxinha ainda conta com biblioteca e computador cor-de-rosa.

- Parede de Escalada: Nessa parede de sete metros de altura, as crianças sobem e descem, com um equipamento que controla a velocidade.

- Bate-bate do Guto: Importado da Suíça, o Bate Bate do Guto é uma auto pista com 12 modernos carrinhos coloridos personalizados com um "X" no capô, onde crianças maiores de 0,9 m podem dirigir à vontade. Localizado próximo ao Parabéns (salão de festas) e Teatrinho Era Uma Vez, o brinquedo ocupa uma área de 200 metros quadrados e tem capacidade para acomodar 24 pessoas (duas por carrinho).

- Passeio de Trenzinho: A atração, também originada da Suíça, tem 177 metros quadrados de área. São quatro vagões "Maria Fumaça" coloridos em azul e vermelho, personalizados com o nome de Xuxa nas laterais. O brinquedo, localizado entre o Bate Bate do Guto e o Balanço Teddy, tem capacidade para acomodar 22 pessoas.

- Camarim Transformação: Em um cenário que remete ao antigo Egito, o camarim da transformação é um local onde profissionais como cabeleireiros, maquiadores e figurinistas irão transformar as crianças. Desenhos egípcios nas paredes, penteadeiras com três espelhos, teto com acrílico, lâmpadas coloridas e piso cor-de-rosa compõem o espaço que ocupa 12 metros quadrados de área. Até 15 pessoas serão atendidas por hora com um tempo de 30 minutos destinado a cada visitante.

- Teatrinho Era uma vez: No Teatrinho Era uma Vez, de 177 metros quadrados de área, ficarão os atores/contadores de história. Para que a criançada se delicie com esse mundo encantado, há uma arquibancada colorida com motivos que lembram a turma da Xuxa. Ali, em frente ao palco, atores terão como cenografia um enorme livro, cujas páginas estarão sendo viradas no decorrer da história. O teatrinho fica próximo ao Bate Bate do Guto e tem capacidade para 120 pessoas por sessão.

- Parabéns: é um gigantesco bolo, projetado para realização de festas de aniversário e eventos.

- Trilha X:  O brinquedo, de origem italiana, percorre em movimentos circulares um caminho que simula uma estrada de verdade. São sete carros e duas motos que estarão sendo disputadas por 26 participantes de cada vez. O brinquedo, para crianças de 0,7 a 1,4 metro, ocupa uma área de 176 metros quadrados e fica em frente ao Parabéns (salão de festas).

- Radical X: Um percurso de muita aventura e adrenalina no meio do bosque que termina em uma tirolesa.

- Fábrica de Chocolates: Nesta atração os visitantes fazem um divertido passeio a bordo de carrinhos (com capacidade para duas pessoas cada), no passeio as crianças conhecem todo o processo de fabricação do chocolate. No final, o desembarque é feito através de uma grande loja de chocolates.

- Torre do Draguxo: Também brasileiro, a Torre do Draguxo, de 24 metros quadrados, é um brinquedo onde as crianças sentam em uma cadeira que as leva até o topo da torre de sete metros e, de repente, despenca. São duas torres com capacidade para acomodar cinco pessoas por vez.

## Alimentação
Toda a alimentação do parque ficava a cargo do McDonald's (com exceção do carrinho de algodão-doce). Além de uma loja tradicional da marca, com hambúrgueres e fritas, e um ponto do McCafé, a empresa administrava também os carrinhos de cachorro-quente e pipoca. Era o único lugar do Brasil em que o McDonald's servia este tipo de lanches.
- McDonald’s - Lanchonete em forma de cheese burguer gigante com um copo de refrigerante igualmente enorme ao lado. O cardápio era o mesmo das outras lojas da rede no País. A rede também operava um McCafé no parque e os quiosques de pipoca e de cachorro-quente.

- Carrinho de algodão-doce - Único quiosque que não era administrado pelo McDonald’s no parque, servia algodão-doce e outros doces de fabricação própria do parque.

## Infra-estrutura
Infra-estrutura do parque
A área total do parque era de 12 mil metros quadrados. Com 20 atrações, entre brinquedos eletrônicos e interativos, o parque tinha capacidade para receber até 4 mil pessoas por dia. Anualmente, recebia 450 mil visitantes . Para atender esse público, o parque empregava cerca de 160 pessoas, entre funcionários, promotores e terceirizados. A equipe do parque era carinhosamente chamada de "Agentes de Encantamento".
Sanitários, bebedouros e assentos
O visitante encontrava três banheiros comuns, um familiar (para pais com crianças pequenas) e um para deficientes físicos. O visitante encontrava bebedouros em frente aos sanitários comuns. Oito bancos de concreto coloridos estavam espalhados entre os brinquedos para quem quiser descansar. A visibilidade do parque era boa o suficiente para que as crianças possam brincar em vários brinquedos enquanto os pais as observam dos bancos.
Quiosque e pontos de alimentação
As opções de alimentação se resumem a lanches. O parque tinha uma lanchonete (um McDonald’s em forma de hambúrguer), quatro quiosques de lanches e doces (cachorro quente, pipoca, algodão doce e café).
Segurança, ambulatório e fraldário
A segurança do local era garantida por uma equipe de seguranças e funcionários treinados. Em caso de acidente ou emergência, os visitantes eram socorridos pela equipe do ambulatório (um médico e um enfermeiro). O parque possuia também fraldário equipado com trocador, fraldas e microondas para aquecer papinhas e mamadeiras. 

## Encerramento das atividades
A Xuxa Produções divulgou em fevereiro de 2015, um comunicado a imprensa anunciando o encerramento das atividades do parque, pois este teria que passar por reformas no seu leiaute e atrações devido da necessidade de expansão no shopping que se encontrava. A Xuxa Produções anunciou também que está concentrando todo o seu investimento na "Casa X" (rede de festas infantis) que conta atualmente com 50 casas em construção por todo o Brasil, com 10 unidades só no estado de São Paulo.. Em seu lugar, foi reinaugurado o Parque da Mônica, após cinco anos de inatividade.